# Fatty's Reckless Fling
Fatty's Reckless Fling er en amerikansk stumfilm fra 1915 af Fatty Arbuckle.

## Medvirkende
- Roscoe 'Fatty' Arbuckle som Fatty
- Edgar Kennedy
- Minta Durfee
- Katherine Griffith
- Billie Walsh